# 三之宮峡
三之宮峡（さんのみやきょう）は、宮崎県小林市にある景勝地。
市内を流れる浜ノ瀬川上流にあり、約34万年前の破局噴火によって堆積した加久藤火砕流の溶結凝灰岩層が浸食され形成した奇岩が卓越している。屏風岩、千畳岩、他に河童洞、櫓の轟などの見所があり、また下流には宮崎観光遺産に選定された陰陽石がある。遊歩道は「全国遊歩道百選」に選ばれている。

## 概要
この三之宮峡の特徴は、明治時代に、木材の運搬のために利用された素掘りのトンネルが11箇所も残されており、現在も遊歩道の一環として利用されていることである。このトンネルは当時のまま残されており、昼間でも常夜灯しか設置されていないために薄暗く、夏場でも冷気が漂う。
その遊歩道の終点に「橋満橋」がある。この橋は1943年（昭和18年）に地元の人が自ら材料を購入し、地域振興隊と共に造られたアーチ式のコンクリート橋で、戦時中の鉄不足の中、鉄筋の代わりに竹を用いて架けられている。カンチレバー式を用いて造られた「三之宮大橋」が完成する1982年（昭和57年）5月15日まで生活道路として使用され、1990年（平成2年）に市の有形文化財に指定されている。
また、櫓の轟（とどろ）は滝壺を覗き込むことによって、通常の沢の音とは異なる勇壮な音が聞こえる淵として有名で、三之宮峡のハイライトの一つ。環境省（当時は環境庁）指定の ‘残したい’日本の音風景100選 にも選定された景勝である。
春には岩ツツジ、藤の花やジャケツイバラの花、秋には照葉樹に交じり紅葉が彩り、コジュケイやキジなどの山鳥やウグイやヤマメなどが生息する自然が豊かな地域であり、1978年（昭和53年）に「宮崎県緑地環境保全地域」に指定されている。